# Dan Donovan (musicus)
Daniel "Dan" Donovan (Londen, 9 augustus 1962) is een Brits muzikant. Hij was medio jaren tachtig de toetsenist van de postpunk-groep Big Audio Dynamite. 

## Loopbaan
Donovan werd door Don Letts en voormalig The Clash-gitarist Mick Jones bij de post-punk-groep Big Audio Dynamite gehaald. Samen met de andere originele leden, moest Donovan de groep onder invloed van Jones verlaten. Ze werden, inclusief co-oprichter Don Letts, in 1990 allemaal vervangen door nieuwe muzikanten. Met Big Audio Dynamite nam Donovan vier studioalbums op. Het debuut van de groep, This is Big Audio Dynamite, was een succes. Na de periode van vier jaar met Big Audio Dynamite stapte Donovan in een nieuwe band, Dreadzone. Ook de andere leden van Big Audio Dynamite die moesten opkrassen, bassist Leo Williams en drummer Greg Roberts (oprichter), werden lid van de band. Ze keerden in april 2011 allemaal terug naar Big Audio Dynamite voor een reünie met Mick Jones.
- International Standard Name Identifier: 0000 0000 7898 395X
- Library of Congress Control Number: n93096377
- MusicBrainz: a4d29964-0aac-4d68-babc-7ce43ddf2e3f
- Virtual International Authority File: 33675648
- WorldCat: E39PBJmTtkQbhWJwJBFHW7rrMP